# Carsten Germis
Carsten Germis  (* 20. April 1959 in Hannover) ist ein deutscher Journalist. Er ist seit Herbst 2023 Chefredakteur des Magazins Tumult.

## Leben und Wirken
Germis legte 1978 das Abitur ab, fuhr dann als Wehrpflichtiger ein Jahr lang als Schiffselektriker zur See. Er absolvierte ein Redaktionsvolontariat bei der Goslarschen Zeitung und studierte von 1982 bis 1986 Politik- und der Verwaltungswissenschaften an der Otto-Friedrich-Universität Bamberg und der Universität Hamburg. Er war politischer Korrespondent des Deutschen Depeschendienstes in Bonn und Hamburg, Politikredakteur bei den Lübecker Nachrichten und  nach der Wende Redakteur der Märkischen Oderzeitung sowie für das Sozialministerium in Mecklenburg-Vorpommern tätig. 1991 wechselte er zum Tagesspiegel, für den er unter anderem als stellvertretender Leiter des Nachrichtenressorts tätig war, ab 1997 gehörte er der Parlamentsredaktion an. Vom 1. Januar 2001 an arbeitete er für Die Welt als stellvertretender Leiter der Parlamentsredaktion. Im November 2001 wurde er Berliner Korrespondent der Frankfurter Allgemeinen Sonntagszeitung.
Seit Januar 2010 arbeitete er als Auslandskorrespondent der FAZ aus Tokyo über Wirtschaftsthemen in Ostasien. Während des Tōhoku-Erdbebens 2011 berichtete er aus Japan über den Atom-GAU in Fukushima und die Folgen, verließ das Land anschließend und setzte die Berichterstattung zeitweilig aus Südkorea fort. Ab Januar 2012 arbeitete er auch für die politische Redaktion über Japan und Südkorea.
Seine Erfahrungen in Japan verarbeitete er in seinem 2015 bei Rowohlt erschienenen Kriminalroman Sayonara, Bulle. Die Vereinigung der deutschsprachigen Kriminalroman-Schriftsteller, Syndikat, nominierte das Buch für den Friedrich-Glauser-Preis 2016 in der Sparte Debütroman.
2015 kehrte Germis er nach Deutschland zurück und lebte in Hamburg, von wo aus er über Wirtschaftsthemen im gesamten norddeutschen Raum berichtete. Im Herbst 2021 wurde er für die FDP als Ratsherr in den Stadtrat von Sehnde gewählt, war Vorsitzender der aus zwei Personen bestehenden FDP-Fraktion und legte nach nur zwei Jahren im September 2023 vorzeitig sein Mandat nieder.
Seit 2023 ist Germis Chefredakteur der von Frank Böckelmann herausgegebenen Vierteljahreszeitschrift Tumult.

## Werke
- Parlamentarische Untersuchungsausschüsse und politischer Skandal. Dargestellt am Beispiel des Deutschen Bundestages. Haag und Herchen, Frankfurt am Main 1988, ISBN 3-89228-271-4[8]
- Sayonara, Bulle. Kriminalroman. Rowohlt-Taschenbuch-Verlag, Reinbek bei Hamburg 2015, ISBN 978-3-499-26906-6. (Leseprobe)